# Gary Coleman
Pour les articles homonymes, voir Coleman.
Gary Wayne Coleman, né le 8 février 1968 et mort le 28 mai 2010,, est un acteur américain, surtout connu pour son rôle d'Arnold Jackson dans la série télévisée américaine Arnold et Willy (1978-1986).

## Biographie
Coleman est né à Zion, en banlieue nord de Chicago dans l'Illinois. Il est adopté par Edmundia Sue, une infirmière, et W. G. Coleman, conducteur de chariot élévateur. Enfant, il attire l'attention lors de défilés de mode locaux, et on suggère à ses parents de le faire tourner dans des publicités.
À l'âge de 10 ans, il signe avec TAT, la compagnie de production qui crée la série qui va le rendre célèbre. Il incarne Arnold Jackson dans la série télévisée Arnold et Willy (Diff'rent Strokes), diffusée pendant huit saisons, entre 1978 et 1986. Il y joue le rôle du plus jeune des deux frères noirs et pauvres adoptés par un blanc riche veuf new-yorkais à la suite de la promesse faite à leur mère qu'il employait comme domestique. Cette sitcom, qui connut un franc succès, s'inscrit dans le genre des black sitcoms, populaire à partir des années 1970, mettant en scène la vie de tous les jours au sein de familles noires, telles que le Cosby Show et plus tard Le Prince de Bel-Air. Avec une chanson de générique sur le thème « acceptons les différences », cette série humoristique est pétrie de bons sentiments, voire paternaliste selon certains.
Principale vedette de la série, il gagne jusqu'à cent mille dollars par épisode. Devenu adulte, il aurait dû être à la tête d'une fortune de dix-huit millions de dollars. Mais il a été spolié par ses parents et par ses conseillers en affaires. En 1989, il leur intente un procès, et obtient un dédommagement de 1,3 million de dollars en 1993. Mais, quelques années plus tard, en 1999, il se déclare en banqueroute personnelle. Il devient gardien de sécurité dans un parking. En 1993, lors d'une interview télévisée, il déclare avoir tenté de se suicider à deux reprises par prise de médicaments.
En 2003, il tente une percée en politique, se lançant dans la course au poste de gouverneur de Californie. Il fait notamment comme proposition de diminuer l'impôt sur le revenu et d'augmenter les taxes sur les ventes. Sur cent trente-cinq candidats, il arrive en huitième place, avec 12 488 voix, soit 0,2 % des suffrages, juste derrière le producteur Larry Flynt. Il déclare alors au New York Times : « Je veux échapper à l'héritage d'Arnold Jackson. Je suis plus que cela. Cela serait bien si le monde pensait à moi comme quelqu'un qui est plus que cela. »
Le 28 août 2007, il se marie avec Shannon Price, rencontrée en 2006 lors du tournage de la comédie Church Ball, le jour du vingt-deuxième anniversaire de celle-ci. Leur relation tumultueuse fait les titres des journaux à sensation et ils sont arrêtés plusieurs fois pour violences conjugales. Ils divorcent en 2008 mais ceci ne sera révélé publiquement qu'à la mort de l'acteur en 2010.

### Problèmes de santé et décès
Gary Coleman était atteint d'une maladie congénitale auto-immune atteignant les reins, une forme de glomérulosclérose segmentaire et focale (FSGS) entraînant une destruction progressive des reins, stoppant précocement sa croissance, avec pour conséquence une taille de 1,42 m (4′ 8″) et une apparence juvénile persistante,. Sa maladie rénale aurait été diagnostiquée à l'âge de 2 ans et il aurait reçu deux greffes de reins, l'une à l'âge de 5 ans en 1973 et l'autre en 1984, nécessitant malgré cela des dialyses régulières,.
Le 27 mai 2010, il est hospitalisé dans un état critique au centre hospitalier d'Utah Valley Regional Medical Center à Provo dans l'Utah avec une grave blessure à la tête consécutive à une chute, selon le témoignage de son épouse. Inconscient, il est placé sous assistance respiratoire. Il meurt dans ce même hôpital le lendemain 28 mai 2010 en fin d'après-midi d'une hémorragie cérébrale.

## Filmographie
- 1981 : On the Right Track : Lester
- 1982 : Jimmy the Kid de Gary Nelson : Jimmy
- 1994 : Party (en) : The Liar
- 1996 : Fox Hunt : Murray Lipschitz, Jr.
- 1998 : Sale Boulot : Gary Coleman
- 1999 : Shafted!
- 2000 : The Flunky
- 2005 : A Christmas Too Many (Vidéo) : Pizza Guy
- 2006 : An American Carol : Bacon Stains Malone
- 2006 : Church Ball (en) : Charles Higgins
- 2009 : Midgets vs. Mascots (en) : Gary

## Télévision
- 1974 : Médecins d'aujourd'hui (Medical Center) (série télévisée) : James
- 1978 : Good Times (en) (série télévisée) : Gary James
- 1978-1986 : Arnold et Willy (Diff'rent strokes) (série télévisée) : Arnold Jackson
- 1979 : The Kid from Left Field (en) (téléfilm) : Jackie Robinson « J.R. » Cooper
- 1979 et 1980 : Buck Rogers : Hieronymous Fox
- 1980 : Lucy Moves to NBC (téléfilm) : V.P. Programming
- 1980 : Scout's Honor (en) (téléfilm) : Joey Seymour
- 1982 : Ricky ou la belle vie (Silver Spoons) (série télévisée) : Arnold Jackson
- 1982 : Un vrai petit ange (The Kid with the Broken Halo) (téléfilm) : Andy Le Beau
- 1982 : The Gary Coleman Show (en) (série télévisée) : Andy Le Beau (Voix)
- 1983 : The Kid with the 200 I.Q. (en) (téléfilm) : Nick Newell
- 1984 : The Fantastic World of D.C. Collins (téléfilm) : D.C. Collins
- 1985 : Playing with Fire (téléfilm) : David Phillips
- 1985 : Histoires Fantastiques (Amazing Stories) (série télévisée) : Arnold Jackson
- 1986 : Simon et Simon (série télévisée) : Lewis Peoples
- 1994 : Mariés deux enfants (Married With Children) (série télévisée) : L'inspecteur
- 1995 : Les Frères Wayans (série télévisée) : Lui-même (Saison 1 : épisode 1)
- 1996 : Le Prince de Bel-Air (The Fresh Prince of Bel-air) (série télévisée) : Arnold Jackson
- 1998 : Le Plus Beau Cadeau de Noël (en) (Like Father, Like Santa) (téléfilm) : Ignatius
- 1999 : Les Simpson (série télévisée) : Lui-même
- 2001 : Ma famille d'abord (série télévisée) : Lui-même (Saison 2 : épisode 2 et 4)
- 2000-2002 : Son of the Beach (série télévisée) : Saltine Cracker
- 2003 : Le Cadeau de Carole (A Carol Christmas) (téléfilm) : Esprit du Noël passé
- 2004 : Drake & Josh (série télévisée) : Lui-même
- 2009 : Nitro Circus - Hollywood Nitro (série télévisée) : Lui-même

## Comme producteur
- 1994 : Party (en)

## Apparitions
Coleman fait une apparition dans le jeu vidéo Postal², dans le film Austin Powers, dans trois épisodes des Simpson, dans un épisode de South Park et dans deux épisodes de Ma famille d'abord (saison 2 épisodes 2 et 4). Il a fait plusieurs apparitions dans la série Mariés, deux enfants (dans les deux dernières saisons).
Il a aussi participé au clip du catcheur, rappeur et acteur américain John Cena intitulé Bad Bad Man où il jouait l'homme qui avait kidnappé les stars des années 1980 pour piéger la pseudo Agence Tout Risque (A-Team) recréée pour l'occasion par John Cena.